# Триртутьцирконий
Триртутьцирконий — бинарное неорганическое соединение
циркония и ртути
с формулой ZrHg3,
кристаллы.

## Получение
- Сплавление стехиометрических количеств чистых веществ:

{\displaystyle {\mathsf {Zr+3Hg\ {\xrightarrow {405^{o}C}}\ ZrHg_{3}}}}

## Физические свойства
Триртутьцирконий образует кристаллы
кубической сингонии,
пространственная группа P m3m,
параметры ячейки a = 0,43652 нм, Z = 1,
структура типа тримедьзолота AuCu3
.
Соединение образуется по перитектической реакции при температуре 405°C .